# 仙女刺尻魚
仙女刺尻魚，又名愛神棘蝶魚，俗名黃肚新娘，為輻鰭魚綱鱸形目鱸亞目蓋刺魚科的其中一個種。

## 分布
本魚分布於西太平洋，從日本至北菲律賓之間海域。

## 深度
水深3~30公尺。

## 特徵
本魚體卵圓形；背部輪廓略突出。吻鈍而小。眶前骨之前緣中部具缺刻，後緣游離並且具鋸齒；主鰓蓋骨具鱗9列。上下頜相等，齒細長，約為眼徑1/3~1/2。體色以黃色為底，在頭部自頭頂至胸鰭基部上方有塊三角形藍色區域，其包括了眼睛的上半部。而身體的上半部自第二硬棘後至尾鰭末端為藍色。除胸鰭外，各鰭皆有淡藍色外緣，且各鰭的藍色部份上均有一些淡藍色的不規則斑點。其黃色區域會隨個體不同而有差異。背鰭硬棘16枚，軟條17~18枚；臀鰭硬棘3枚，軟條16~17枚；背鰭與臀鰭軟條部後端圓形；腹鰭尖，第一軟條延長至臀鰭第三棘；尾鰭圓形。體長可達11公分。

## 生態
本魚喜棲息在珊瑚礁的崖穴中，屬雜食性，以附著生物、藻類為食。

## 經濟利用
為色彩鮮豔的觀賞魚類，無食用價值。